# Hubertus Ernst (Unternehmer)

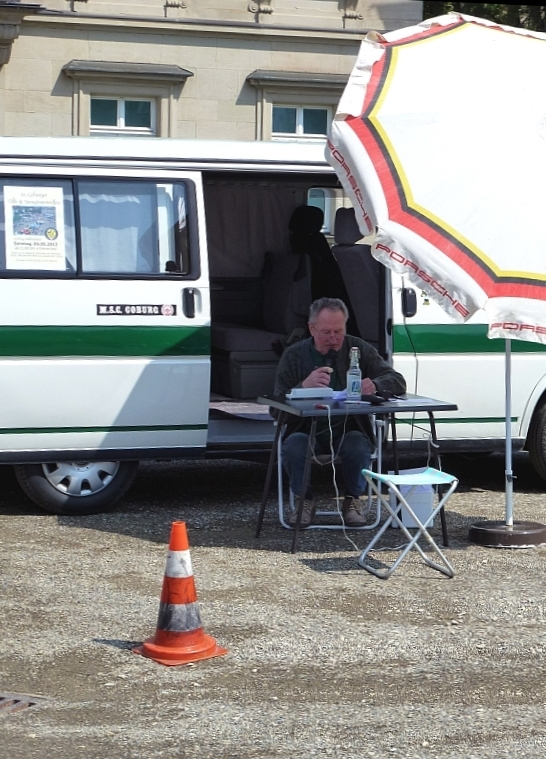
10. MSC Coburger Oldtimertreffen 5. Mai 2013 – Hubertus Ernst bei der Ansage der neu eintreffenden Old- und Youngtimer

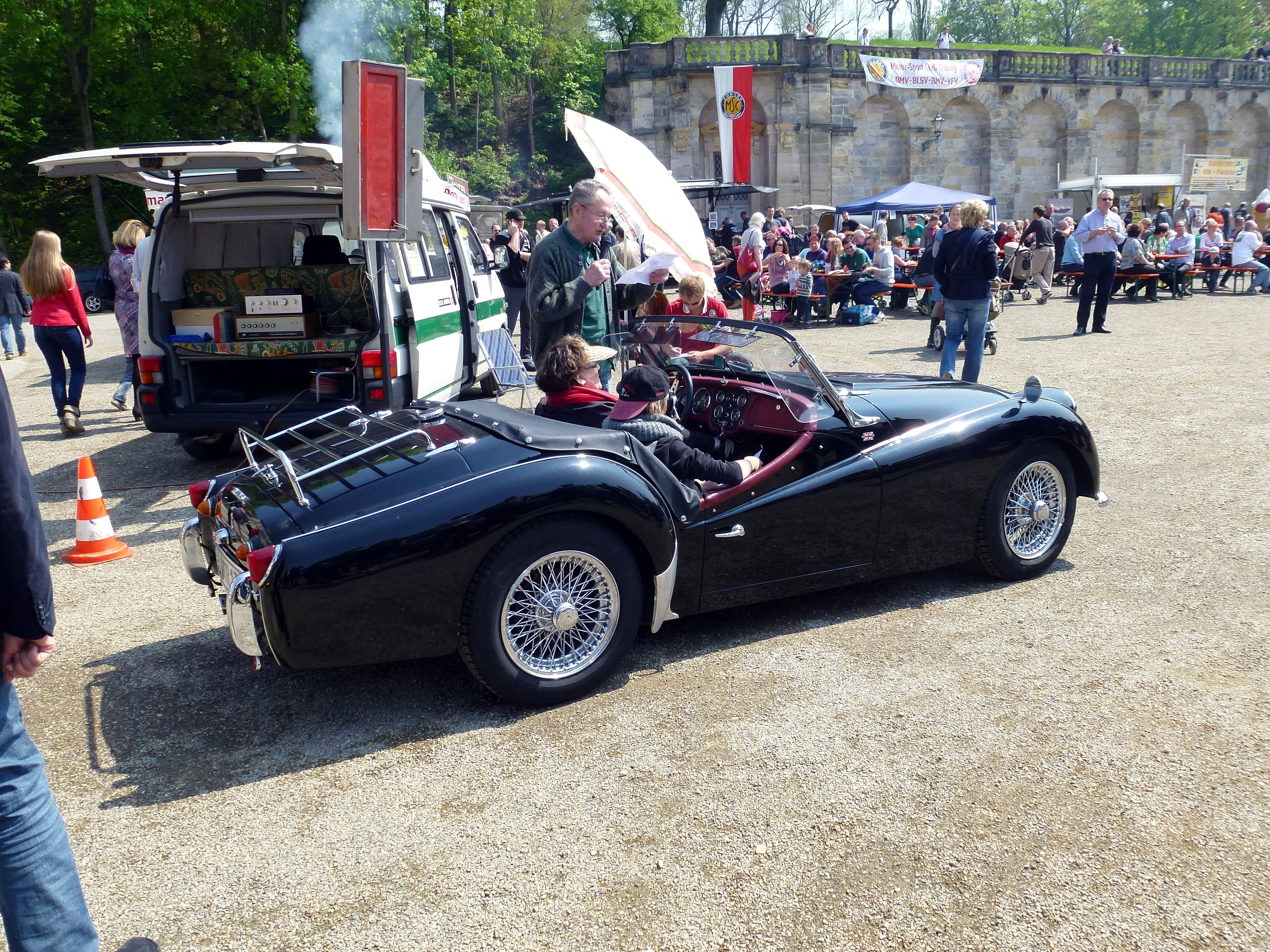
Coburger Oldtimertreffen 2013 – Hubertus Ernst bei Begrüßung und Eingangskontrolle

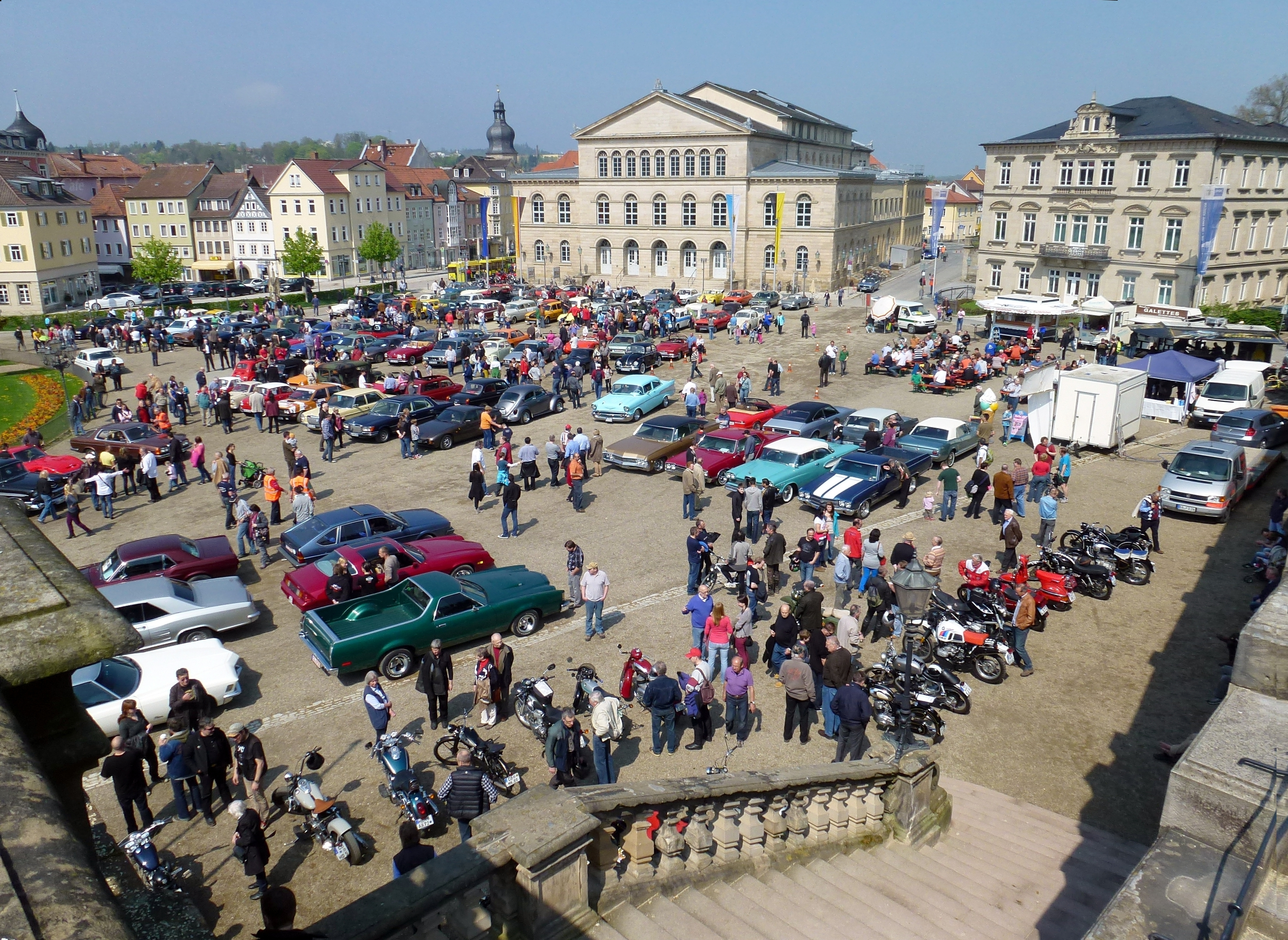
10. MSC-Coburger Old- und Youngtimer Treffen vom 5. Mai 2013 auf dem Schlossplatz

Hubertus Ernst (* 26. Dezember 1938 in Coburg; † 11. April 2016 ebenda) war ein deutscher Unternehmer und Rallyefahrer.

## Leben
Kfz-Meister Hubertus Ernst begann 1964 seine Tätigkeit in der Coburger Autowerkstatt seines Vaters Willy Ernst. Vorher hatte er bereits einige Zeit in Hannover und Andernach gearbeitet. Vier Jahre später übernahm er die Geschäftsführung des Unternehmens. In den Folgejahren konnte Hubertus Ernst durch Engagement, frische Ideen und Zukäufe von altem Werksgelände den Betrieb erheblich vergrößern und zu einem modernen Autohaus ausbauen. Daneben begeisterte er sich für den Motorsport und wurde Mitglied im MSC, Motor-Sport-Club Coburg e. V., dessen Erster Vorsitzender er mit kurzer Unterbrechung von 1971 bis 1983 war. 1969 nahm er in Hersbruck am ersten deutschen Auto-Cross mit ausländischer Beteiligung teil und belegte den vierten Platz. 1969 und 1971 wurde Ernst Bayerischer Meister in der Wagenklasse im Autocross. In den 1970er-Jahren war Hubertus Ernst national, aber auch international ein erfolgreicher Rallyefahrer, der an über 250 Rallyeveranstaltungen teilnahm und 1972 Bayerischer Rallye- und Racing-Meister wurde. Dafür erhielt er im folgenden Jahr die Ehrung der Stadt Coburg: Sportler der Stadt Coburg. 1971 organisierte Ernst das erste Autocross-Rennen in Coburg. Im Weiteren machte sich Hubertus Ernst als einer der Mitorganisatoren des vom MSC Coburg organisierten, jährlich abgehaltenen Coburger Oldtimer- und Youngtimer Treffen verdient. Diese Treffen sind weit über die Region hinaus bekannt. Regelmäßig kommen nicht nur Teilnehmer mit ihren historischen Kraftfahrzeugen und Motorrädern aus ganz Bayern, sondern vorwiegend auch solche aus dem süddeutschen und thüringischen Raum.
Außerdem war Hubertus Ernst für sein Wirken und seine langjährige Mitgliedschaft in der Industrie- und Handelskammer zu Coburg bekannt. Von 1987 bis 2003 war er als Mitglied in der IHK-Vollversammlung aktiv und arbeitete von 1987 bis 1994 im Einzelhandelsausschuss der IHK. Ferner war er 15 Jahre Mitglied der IHK-Prüfingskommission. Seine Verdienste um das Prüfungswesen der beruflichen Ausbildung der IHK zu Coburg wurden mit der Silbernen Ehrenmedaille der IHK gewürdigt. Darüber hinaus war Hubertus Ernst langjähriges und verdientes Mitglied in einigen Vereinen; im Einzelnen siehe dazu unter Vereine.

## Rallye Motorsport
Die wichtigsten nationalen und internationalen Rennen, an denen Hubertus Ernst teilnahm, sind laut WRC (World Rally Car) folgende Veranstaltungen:
1. Italy Historie, 2. Rally del Corallo 2008, Platz: 9
2. Germany, AvD STH Hunsrück Rallye 1977, Platz: 24
3. Great Britain, 26. Lombard RAC Rally 1977, Platz: 56
4. Great Britain, 25. Lombard RAC Rally 1976, ausgeschieden
5. Great Britain, 24. Lombard RAC Rally 1975, ausgeschieden
6. Germany, 1. Olympia Rally 1972, Platz: 49, Wertung: 3. Platz und Gold mit VW 1300 (Spezial-Tourenwagen bis 1600 cm³)[8]

## Vereine
1. Motor-Sport-Club MSC Coburg e. V.[9]
2. Topolino-Club Deutschland e. V.[10]
3. TV von 1848 Coburg e. V.[11]
4. Thüringerwald-Verein Coburg e. V.[12]

## Ehrungen
- Ehrung der Stadt Coburg: „Sportler der Stadt Coburg“ – 1973
- Silbernen Ehrenmedaille der Industrie- und Handelskammer IHK zu Coburg